# Стародерев'янковська
Стародерев'я́нковська — станиця, в складі Канівського району Краснодарського краю, центр Стародерев'янківського сільського поселення.
Населення — 12 753 мешканців (2002).
Розташована північніше станиці Канівської, межуя з нею через річку Челбас.
Цукровий завод, М'ясокомбінат, фірма Калорія.
Будується новий, культурно-оздоровчий комплекс.